# Ziggo TV
Het televisiekanaal Ziggo TV (soms ook wel onder de noemer Ziggo TV kanaal 13) is het etalagekanaal van kabeltelevisieprovider VodafoneZiggo en is te vinden op kanaal 13 bĳ de genoemde provider.
Met de komst van Viaplay TV is er een overeenkomst afgesproken tussen Ziggo en Viaplay Nederland. Hierbĳ heeft Ziggo TV plaatsgemaakt voor de nieuwe lineaire televisiekanaal van het Zweedse streamingdienst en is Ziggo TV sinds 18 maart 2025 te vinden op voorkeuzekanaal 999.

## Programmering
Doorgaans bestaat de programmering van dit kanaal uit promotiemateriaal van de diensten die VodafoneZiggo aanbiedt. Dit bestaat uit o.a. filmtrailers van Pathé Thuis, Disney+ en het Movies & Series-abonnement van Ziggo zelf.
Regelmatig dient dit kanaal als extra open kanaal naast Ziggo Sport kanaal 14 voor de klanten van Ziggo, om te kĳken naar live sport.
Lijst van televisiekanalen in Nederland